# Obručné
Obručné é um município da Eslováquia, situado no distrito de Stará Ľubovňa, na região de Prešov. Tem 14,43 km² de área e sua população em 2018 foi estimada em 29 habitantes.

## Demografia
| Ano:        | 1994 | 2004    | 2014    | 2024   |
| ----------- | ---- | ------- | ------- | ------ |
| Broj ljudi: | 72   | 52      | 34      | 33     |
| Razlika:    |      | -27,77% | -34,61% | -2,94% |

| Ano:               | 2023 | 2024 |
| ------------------ | ---- | ---- |
| Número de pessoas: | 33   | 33   |
| Diferença:         |      | +0%  |